# Aramis Haywood
Aramis Haywood (ur. 3 kwietnia 1985 w Panamie) – panamski piłkarz występujący na pozycji pomocnika.

## Kariera klubowa
Haywood seniorską karierę rozpoczął w 2008 roku w drugoligowym zespole Río Abajo FC. Jego graczem był przez 2 sezony. W 2010 roku przeszedł do pierwszoligowej drużyny CD Plaza Amador.

## Kariera reprezentacyjna
W reprezentacji Panamy Haywood zadebiutował w 2010 roku. W 2011 roku został powołany do kadry na Złoty Puchar CONCACAF.